# Terragnolo
Terragnolo é uma comuna italiana da região do Trentino-Alto Ádige, província de Trento, com cerca de 749 habitantes. Estende-se por uma área de 39 km², tendo uma densidade populacional de 19 hab/km². Faz divisa com Folgaria, Laghi (VI), Posina (VI), Rovereto e Trambileno.